# 궁수

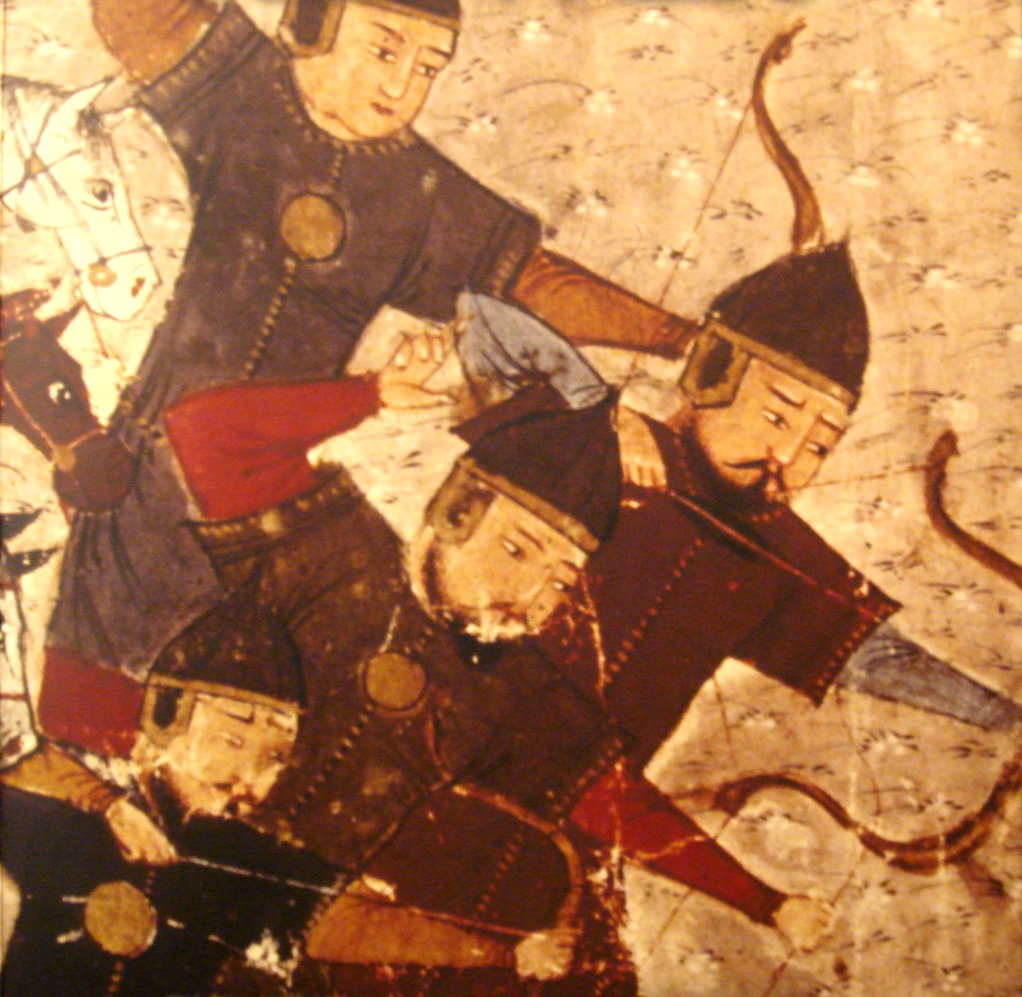
13세기 몽골의 궁수

궁수(弓手)는 활을 쏘는 것을 맡아 하는 군인이다. 총포의 발달과 함께 활이 무기로서의 수단을 상실하게 되어 사라지게 되었다. 궁병이 존재하던 시절 궁병은 보병에 속하였다.
궁기병은 말을 타는 궁수이다.